# 政岡純
政岡 純（まさおか じゅん、1991年4月17日 - ）は、日本のプロレスラー。

## 略歴
2009年、万葉プロレスに入団し、9月26日のプロレスリング紫焔アメリカ村大会における対ドングリー藤江戦でデビュー。
2010年、プロレスリング紫焔に移籍。以降はプロレスリングBASARA、DDTプロレスリング、666、ダブプロレスなどにも参戦。
2021年8月22日、プロレスリング紫焔を退団。
2023年5月3日、後楽園ホール大会で初代王者神威を破りKFCジュニア王座の第2代王者になった。

## 得意技
ファイヤーバードスプラッシュ
トラースキック
2trap
Ambitions
Xan
直伝カルデラ

## タイトル歴
暗黒プロレス組織666
- 新宿二丁目プロレス認定ILNP王座 : 1回（第5代）

プロレスリング紫焔
- 紫焔シングル王座 : 1回（第5代）
- 紫焔タッグ王座 : 3回（第2代、4代、11代）

パートナーはアグー松永→大久保寛人→ドングリー藤江。
- One Chanceトーナメント優勝（2017年）

プロレスリングFREEDOMS
- KING of FREEDOM WORLD JUNIOR HEAVY WEIGHT王座 : 1回（第2代）

TTTプロレスリング
- TTT認定インディー統一タッグ王座 : 1回（第3代）

パートナーは木下亨平。
- GWC認定6人タッグ王座 : 1回（第30代）

パートナーは木下亨平&青木魔太郎。